# Hans-Peter Kirchwehm
Hans-Peter Kirchwehm (* 10. Dezember 1941; † 19. März 1990) war ein deutscher Fußballspieler. Der Offensivspieler hat in der Saison 1966/67 beim FC Schalke 04 in der Fußball-Bundesliga zwei Bundesligaspiele absolviert. Von 1967 bis 1971 hat er beim Wuppertaler SV in der zweitklassigen Fußball-Regionalliga West 82 Ligaspiele bestritten und zwei Tore erzielt.

## Karriere
Kirchwehm spielte, bevor er 1966 zum FC Schalke 04 in die Bundesliga wechselte, beim unterklassigen Amateurverein VfB 06 Langenfeld. Mit Schalke spielte er in der Bundesliga. Neben Kirchwehm hatte Schalke noch die Spieler Horst Blechinger, Willi Kraus, Norbert Nigbur und Žarko Nikolić verpflichtet. In der Saison 1966/67 brachte Trainer Fritz Langner Kirchwehn zu seinem Debüt. Am 20. Spieltag spielte er auswärts über 90. Minuten beim 1. FC Nürnberg. Der Schalker Angriff war beim überraschenden 4:0-Auswärtserfolg in der Besetzung mit Willi Kraus, Gerhard Neuser, Kirchwehm, Günter Herrmann und Horst Blechinger aufgelaufen. Bereits am nächsten Spieltag kam er gegen Werder Bremen zu seinem zweiten und gleichzeitig letzten Einsatz in der Bundesliga, das Spiel ging mit der gleichen Angriffsformation wie in Nürnberg mit 0:1 verloren.
Nach der Spielzeit wechselte er in die zweitklassige Regionalliga West zum Wuppertaler SV. Unter Trainer Alfred Preißler und seinem Nachfolger Kuno Klötzer erlebte er in seiner Debütrunde 1967/68 erneut den Kampf um den Klassenerhalt. Kirchwehm debütierte am Starttag der Runde, den 13. August 1967, bei einer 0:2-Auswärtsniederlage beim TSV Marl-Hüls in der Regionalliga. Er bildete auf Halbrechts mit Rechtsaußen Rainer Plich den rechten Flügel des WSV. Am Rundenende tettete sich die Mannschaft vom Stadion am Zoo mit dem 15. Rang vor dem Abstieg. Kirchwehm hatte 29 Ligaspiele bestritten und zwei Tore an der Seite von Mitspielern wie Willi Janzik, Dieter Auris, Emil Meisen, Willi Eßkuchen, Horst Heese und Manfred Reichert erzielt. Mit der Trainingsübernahme durch Horst Buhtz ging es ab der Saison 1968/69 mit Wuppertal sportlich eindeutig aufwärts. Er lag mit den Neuzugängen Mohammad Reza Adelkhani, Heinz Bonn, Werner Gräber, Erich Miss, Herbert Stöckl, Hermann Straschitz und Rainer Skrotzki überwiegend richtig und auch Kirchwehm fand in der Buhtz-Mannschaft mit 28 Ligaeinsätzen beim Erreichen des 5. Ranges seinen Platz. Im zweiten Jahr von Buhtz beim WSV, 1969/70, holte er mit dem Flügelflitzer und Flankengeber Gustav Jung, dem überragenden Kopfballspieler und Torjäger Günter Pröpper für die Sturmzentrale und dem laufstarken Mittelfeldspieler Jürgen Kohle drei entscheidende Spieler der Erfolgsjahre nach Wuppertal. Wuppertal belegte den 3. Rang und Kirchwehm war noch in 24 Ligaspielen aufgelaufen. Als zur Saison 1970/71 mit Manfred Cremer, Bernhard Hermes und Heinz-Dieter Lömm nochmals drei Neuzugänge voll den Erwartungen entsprachen, kam Kirchwehm nur noch zu einem Einsatz in der Regionalliga West. Er wurde am zweiten Spieltag, den 23. August 1970, bei einem 2:0-Heimerfolg gegen Preußen Münster, in der 78. Minute für Rechtsaußen Jung eingewechselt.
Anschließend wechselte er zum ASV Wuppertal. Für den ASV erzielte er 19 Tore in 117 Spielen.